# 伊图梅伦·库内
伊图梅伦·艾萨克·库内（Itumeleng Isaac Khune，1987年6月20日—），出生於南非西北省，南非足球运动员，现效力於南非足球超级联赛球隊凯萨酋长。